# Jennifer Granholm
Jennifer Mulhern Granholm (1959. február 5. –) kanadai-amerikai politikus, jogász, tanár, író és politikai szakértő, aki az Egyesült Államok energiaügyi minisztere. A Demokrata Párt tagja, 1999 és 2003 között Michigan legfőbb ügyésze volt, illetve 2003 és 2011 között az állam kormányzója. Michigan első női kormányzója volt, 2017-ben csatlakozott a CNN-hez, mint politikai szakértő.

## Pályafutása
Granholm és családja négyévesen költözött Vancouverből Kaliforniába. A San Carlos Középiskolában végezte tanulmányait, amelyet követően rövid színészi karrierbe kezdett. További tanulmányait a Kaliforniai Egyetemen (Berkeley) és a Harvard Jogi Egyetemen végezte, ahol a Harvard Civil Rights-Civil Liberties Law Review főszerkesztője volt. 1991-ben Michigan Keleti kerületének helyettes ügyésze volt, majd 1995-ben kinevezték Wayne megye tanácsába.
1998-ban indult először Michigan legfőbb ügyészi pozíciójára, legyőzte John Smietankát a szavazatok 52%-ának megszerzésével. 2003. január 1-én ő lett Michigan első női kormányzója, miután a szavazatok 51%-át rá adták le 2002-ben. 2006-ban újraválasztották, majd 2011-ben hagyta el a pozíciót. 
Tagja volt Barack Obama hatalomátvételi csapatának 2008-ban és 2009-ben. 2011-ben kiadott egy könyvet férjével, Daniel Mulhernnel, A Governor's Story: The Fight for Jobs and America's Future címen. A Current TV csatornán a The War Room with Jennifer Granholm házigazdája volt.
2020. december 17-én Joe Biden bejelentette, hogy jelölni fogja Granholmot az Egyesült Államok energiaügyi miniszteri pozíciójára. A jelölést 2021. február 25-én fogadta el a Szenátus.

## Választási eredmények
| Párt                 | Jelölt            | Szavazatok | %      |
| -------------------- | ----------------- | ---------- | ------ |
| 25x25px[halott link] | Jennifer Granholm | 1,557,310  | 52.08% |
| 25x25px[halott link] | John Smietanka    | 1,432,604  | 47.92% |
| Összesen             | Összesen          | 2,989,914  | 100.0  |

| Párt                 | Jelölt             | Szavazatok | %      |
| -------------------- | ------------------ | ---------- | ------ |
| 25x25px[halott link] | Jennifer Granholm  | 499,129    | 47.69% |
| 25x25px[halott link] | David E. Bonior    | 292,958    | 27.99% |
| 25x25px[halott link] | James J. Blanchard | 254,586    | 24.32% |
| Összesen             | Összesen           | 1,046,673  | 100.0% |

| Párt                 | Jelölt             | Szavazatok | %      |
| -------------------- | ------------------ | ---------- | ------ |
| 25x25px[halott link] | Jennifer Granholm  | 1,633,796  | 51.42% |
| 25x25px[halott link] | Dick Posthumus     | 1,506,104  | 47.40% |
| 25x25px[halott link] | Doug Campbell      | 25,236     | 0.79%  |
| CP                   | Joseph M. Pilchak  | 12,411     | 0.39%  |
| SWP                  | Don Mackle         | 7          | 0.00%  |
| FÜG                  | Mark McFarlin      | 6          | 0.00%  |
| FÜG                  | Angelo Scott Brown | 5          | 0.00%  |
| Összesen             | Összesen           | 3,177,565  | 100.0% |

| Párt                 | Jelölt                         | Szavazatok | %      |
| -------------------- | ------------------------------ | ---------- | ------ |
| 25x25px[halott link] | Jennifer Granholm (hivatalban) | 531,322    | 100.0% |
| Összesen             | Összesen                       | 531,322    | 100.0% |

| Párt                 | Jelölt                         | Szavazatok | %      |
| -------------------- | ------------------------------ | ---------- | ------ |
| 25x25px[halott link] | Jennifer Granholm (hivatalban) | 2,142,513  | 56.36% |
| 25x25px[halott link] | Dick DeVos                     | 1,608,086  | 42.30% |
| 25x25px[halott link] | Greg Creswell                  | 23,524     | 0.62%  |
| 25x25px[halott link] | Doug Campbell                  | 20,009     | 0.53%  |
| CP                   | Bhagwan Dashairya              | 7,087      | 0.19%  |
| FÜG                  | Angelo Scott Brown             | 29         | 0.00%  |
| FÜG                  | Robert C. Jones                | 7          | 0.00%  |
| Összesen             | Összesen                       | 3,801,255  | 100.0% |

## Magánélete
Granholm férjével, Daniel Mulhernnel a Harvard Egyetemen találkozott. 1986-ban házasodtak össze és felvették egymás vezetéknevét. Három gyermekük született.